# کولر آبی

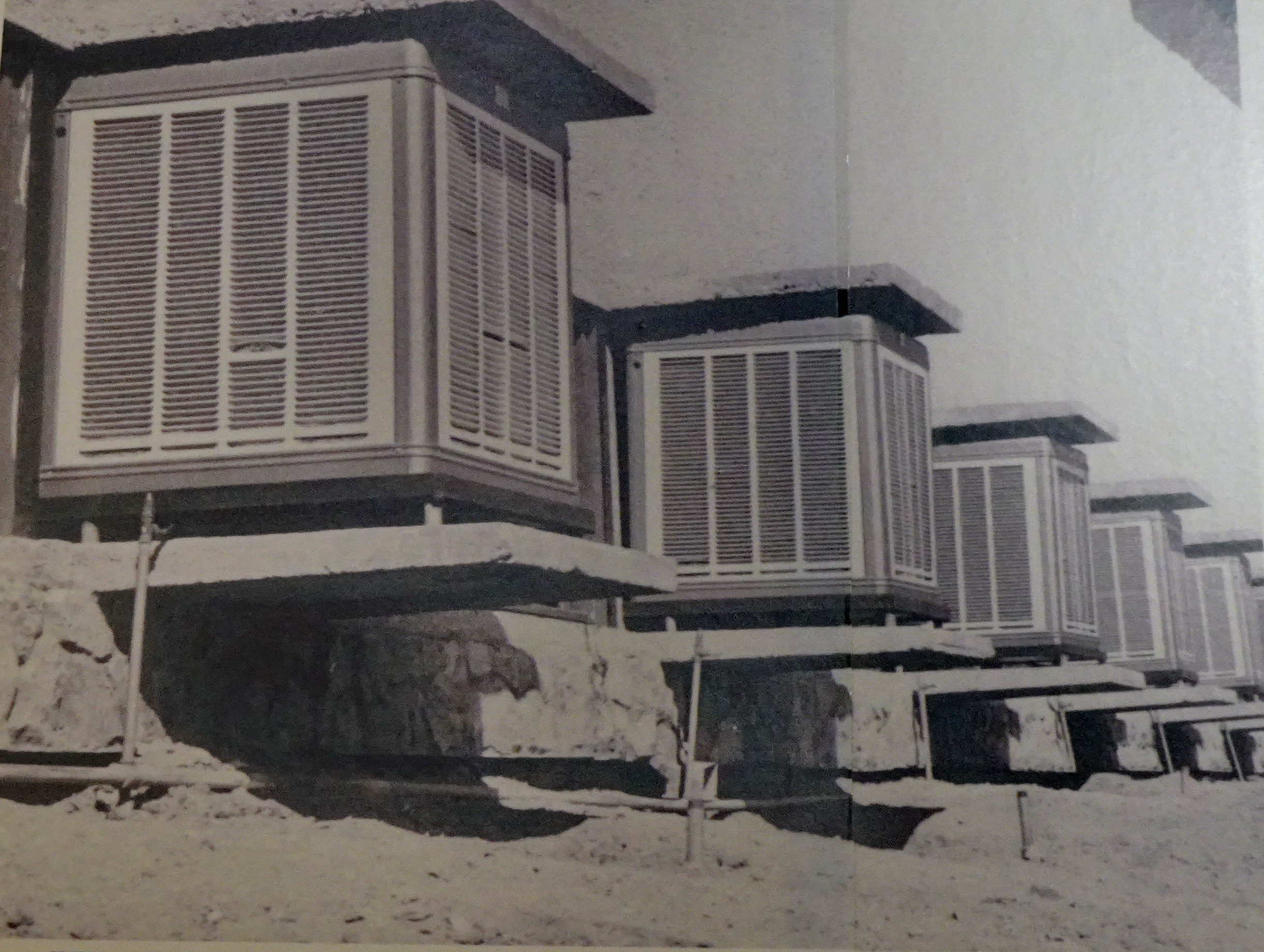
کولر آبی، نصب‌شده بر سطح خارجیِ دیوار

کولر آبی نوعی کولر است که با تبخیر آب، هوا را خنک می‌کند. کولرهای آبی با فرایند سرمایش تبخیری کار می‌کنند.
هر چقدر آب در گردش داخل کولرهای آبی بیشتر باشد قدرت خنک‌کنندگی آن هم بیشتر می‌شود.

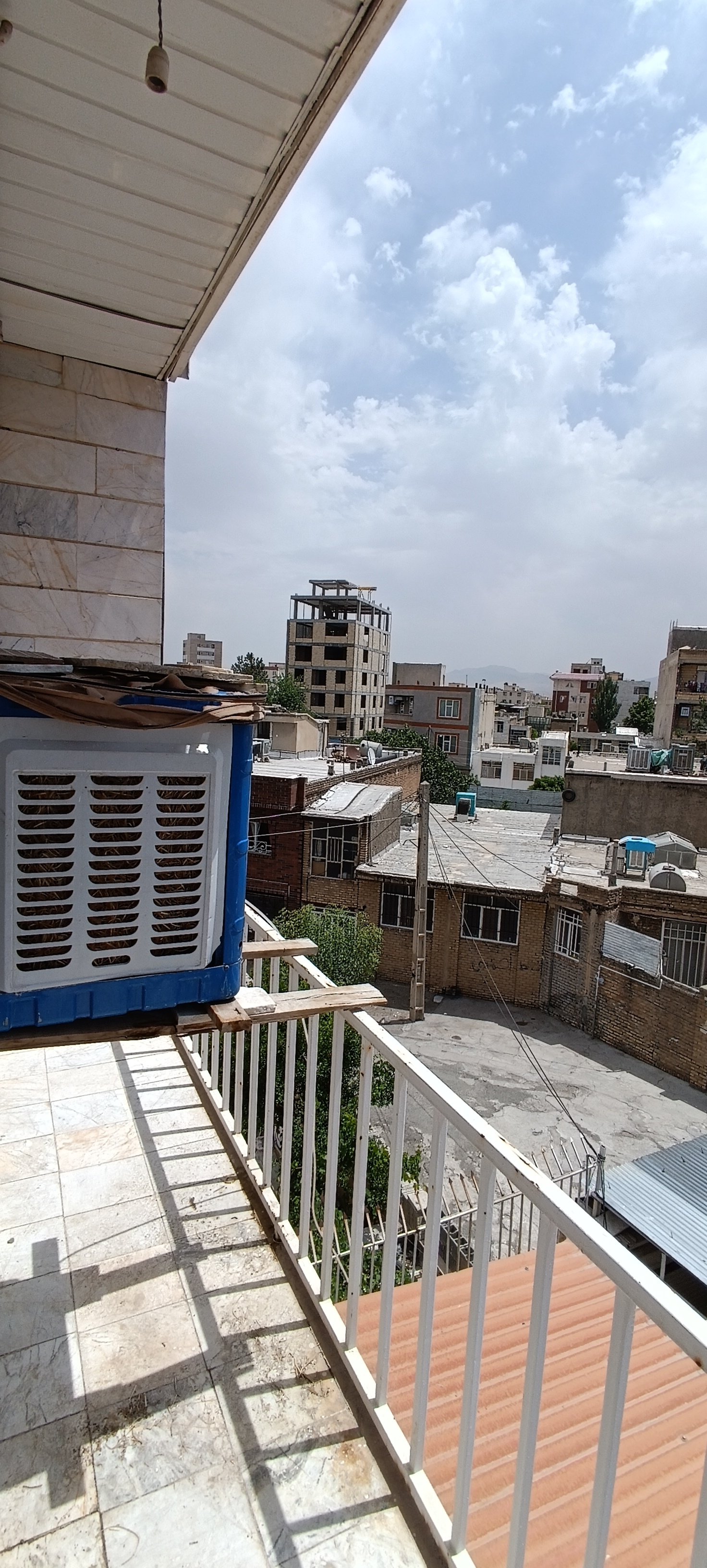
یک کولر ابی در غرب ایران

## یشینه

شماتیک نحوه کار بادگیرهای باستانی در ایران که هوا با آب قنات خنک می‌شد.

قدیمی‌ترین نمونهٔ کولر آبی در جهان، که همان بادگیر است در حدود هزاران سال پیش در ایران اختراع شد.
کارکرد بادگیرها به این ترتیب می‌باشد که هوای جاری بیرون از خانه را به داخل خود می‌کشد و با تشت‌های آبی که درونش تعبیه شده، هوا را خنک و سبک کرده و به داخل خانه هدایت می‌کند.

## اجزای اصلی
- کانال خروجی: این کانال بین دریچه هوا و برزنت قرار داشته و هر چقدر بتوان از برخورد نور آفتاب با این قسمت جلوگیری نمود، سرمای به‌وجود آمده، تلفات کمتری داشته و راندمان خنک‌کنندگی کولر آبی افزایش خواهد یافت.
- کانال داخلی: این کانال داخل کولر قرار دارد و پروانه در مقابل آن می‌باشد.
- بدنه کولر
- پارچه برزنتی: جهت جلوگیری از انتقال لرزش‌های کولر به کانال خارجی الزاماً باید از برزنت استفاده شود. بدیهی است این پارچه باید کاملاً سالم باشد.
- ناودان‌ها: بر روی هر یک از درپوش‌های کولر مسیری جهت ورود و توزیع آب وجود دارد که به ناودانی معروف است.
- آب‌پخش‌کن (سه راه آب)
- پولی بزرگ و پولی کوچک: توسط دو پولی و تسمه رابط بین آن‌ها نیروی مکانیکی به وجود آمده در الکتروموتور به محور فن منتقل می‌شود. هم‌راستا بودن دو پولی بسیار مهم است.
- شناور (فلوتر): با استفاده از شناور، میزان آب داخل مخزن کولر همواره ثابت است. اجزای الکتریکی کولر آبی
- کابل رابط چهارسیم: جهت انتقال برق از کلید به کولر.
- فیوز: جهت حفاظت الکتریکی کولر در برابر خطراتی چون اضافه بار.
- جعبه ترمینال: جهت ایجاد اتصالات مطمئن و عایق از بدنه کولر.
- کلید مخصوص کولر: جهت راه‌اندازی و کنترل موتور دو دور و واتر پمپ.
- الکترو موتور دو سرعته: جهت به چرخش درآوردن فن در کولر آبی؛ که شامل قسمت‌های زیر می‌باشد:
  - خازن راه‌انداز
  - خازن اصلاح ضریب قدرت
  - کلید گریز از مرکز
  - سیم‌پیچ راه‌انداز
  - سیم‌پیچ دور کند
  - سیم‌پیچ دور تند.
- پمپ آب کولر: به کمک پمپ آب، آب از مخزن به سه راه آب منتقل و از آنجا به ناودان‌ها هدایت می‌شود.

### الکتروموتور
موتور کولرهای آبی از نوع قفس سنجابی‌اند که راه‌انداز خازنی یا مقاومتی دارند و دو-دور هستند. دور موتور در این کولرها در حدود ۱۰۰۰ (در دور کند) و ۱۵۰۰ دور بر دقیقه (در دور تند) است که در هر کدام به ترتیب جریانی حدود ۱ و ۶٫۵ آمپر مصرف می‌کند. کولر آبی در ایران بیشتر از نظر برودتی در سایزهای ۱۵۰۰، ۲۵۰۰، ۳۰۰۰، ۴۵۰۰، ۵۵۰۰، ۷۰۰۰ و ۱۳۰۰۰ کیلوکالری قدرت دارند و قدرت موتورهای آن‌ها ۱٫۲، ۱٫۳، ۱٫۴، ۱٫۶، ۱٫۸ و ۳٫۴ اسب بخار می‌باشد. البته به جز نوع ۱۳۰۰۰ آن که سه فاز هست، همگی از نظر برقی تک‌فاز هستند. موتور دارای سه سیم‌پیچ راه‌انداز، دور کند و دور تند است که در بدنهٔ موتور (طوقه) جای می‌گیرند. معمولاً برای راه‌اندازی موتور از کلید گریز از مرکزی استفاده می‌شود که کناکت‌های آن روی محور روتور قرار دارند.

### خازن راه‌انداز
خازن راه‌انداز کولر آبی با سیم‌پیچ موتور (سیم پیچ کمکی) آن به صورت سری قرار می‌گیرد و تنها هنگام راه‌اندازی در مدار است. این خازن اختلاف‌فاز لازم برای راه‌اندازی موتور را فراهم می‌کند و سپس توسط کلید گریز از مرکز از مدار خارج می‌شود. موتورهای زیر ۳٫۴ اسب بخار معمولاً خازن راه‌انداز ندارند و موتورهای پرقدرت‌تر معمولاً خازنی با ظرفیت ۱۳۰ تا ۱۴۰ میکروفاراد و ۱۱۰ ولت استفاده می‌کنند.

## طرز کار

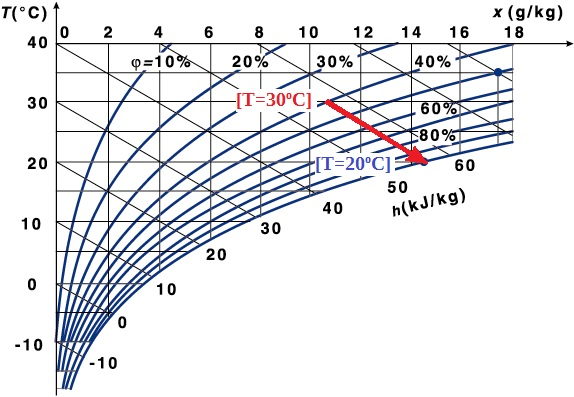
طرز کار کولر آبی

آب توسط الکترو پمپ از تشتک به ناودان‌های در بالای پوشال‌ها هدایت می‌شود و سپس بر روی پوشال‌ها می‌ریزد و آن‌ها را خیس نگه می‌دارد. با کار الکترو فن هوا از روی پوشال‌های مرطوب عبور کرده به طرف کانال یا داخل سالن هدایت می‌شود عبور هوا از روی پوشال‌های مرطوب موجب تبخیر آب پوشال‌ها می‌شود. آب برای تبخیر شدن گرمای هوای درون جعبهٔ بیرونی کولر را جذب می‌کند و در نتیجه موجب خنک شدن هوا می‌شود هوای خنک با رطوبت حدود ۹۰ درصد وارد سالن می‌گردد این کولر در نقاطی که دارای آب و هوای خشک هستند با بازده خوب کار می‌کنند. در نقاط مرطوب و کنار دریا کارایی ندارند.

### ظرفیت کولر
کولرهای آبی را در اندازه‌های مختلف تا ظرفیت ۱۳۰۰۰ می‌سازند و آن‌ها را بر اساس ظرفیت می‌شناسند عبارت کولر ۴۵۰۰ به معنی این است که ظرفیت هوادهی کولر ۴۵۰۰ فوت مکعب در دقیقه‌است.

## نکات بهداشتی
کولرهای آبی می‌توانند با دور تند ریزگردها را وارد اتاق کنند. بازبودن قسمتی از هواگیر کولر باعث وارد شدن ریزگردها به محوطه کولر و ورود به ساختمان می‌شود و باید پس از هر بار افزایش غلظت ریزگردها در هوا، پوشال‌های کولر شستشو و آب محفظه آن تخلیه شود. برای جلوگیری از ورود ریزگردها و هوای گرم از طریق کولرهای آبی باید قسمت‌های هواگیر کولر کاملاً به وسیله پوشال گرفته شده و مقدار کافی آب داشته باشند.

## مزایای کولر آبی
در فضاهای سر بسته به علت عدم تبادل هوای داخل آپارتمان با فضای بیرون و از طرفی آلوده‌بودن هوای شهرهای بزرگ که باعث شده‌است اکثر پنجره‌ها بسته باشد، امکان ورود هوای تازه به داخل آپارتمان محدود است.
در اکثر جداول مهندسی مربوط به طراحی تهویه مطبوع و مراجع معتبر درصدی از هوادهی باید از هوای تازه تمیز تأمین شود. متأسفانه امروزه برای سیستم‌های داکت اسپلیت، اسپلیت، چیلر و امثال آن‌ها درصد تأمین هوای تازه صفر است. به عبارت دیگر در طراحی کانال‌ها و سیستم تهویه مطبوع هوادهی از ۱۰۰ درصد هوای برگشتی فضای داخلی استفاده می‌شود که خلاف استانداردهای روز دنیاست. اما در سیستم‌های تهویه مطبوع که سیستم سرمایشی آن‌ها از نوع تبخیری است الزاماً هوادهی از طریق هوای تازه انجام می‌شود ضمن این‌که تا حدودی گرد و غبار هوا در بدو ورود شسته و حذف می‌شود. به عنوان مثال در سیستم ایرواشر تا ۹۸٪ آلاینده‌های موجود در هوا شسته و فیلتر می‌شود.
در سیستم‌های تبخیری مانند کولر آبی و ایرواشرها به علت ماهیت استفاده از ۱۰۰٪ هوای تازه در فرایند سرمایش آدیاباتیک هوای تازه تصفیه‌شده همیشه وارد فضای داخل آپارتمان می‌شود.
لازم به توضیح است بالاترین سطح تصفیه هوا شستن هواست که در این فرایند کل آلودگی و ذرات معلق از هوا شسته می‌شود و هوای ۱۰۰٪ پاک و پاکیزه وارد فضای داخل آپارتمان یا فضای مسکونی می‌شود.